# Siegfried Thannhauser
Siegfried Josef Thannhauser (* 28. Juni 1885 in München; † 18. Dezember 1962 in Boston) war ein deutsch-amerikanischer Internist.

## Leben
Er war der Sohn von Josef Salomon Thannhauser aus einer ursprünglich in Mönchsdeggingen ansässigen jüdischen Familie und seiner Frau Charlotte, geb. Langermann. Der Kunsthändler Heinrich Thannhauser war sein Cousin.
Nach dem Medizin-Studium habilitierte er sich 1917 an der Universität München und wurde zu einem Experten für Stoffwechselkrankheiten.
1930 übernahm er die Leitung der Medizinischen Klinik der Albert-Ludwigs-Universität Freiburg.
Am 17. April 1934 wurde er per Beschluss des Wissenschaftsministerium gemäß § 5 des Gesetzes zur Wiederherstellung des Berufsbeamtentums zum Hilfsarbeiter degradiert und als solcher nach Heidelberg an die Universitätsklinik versetzt.
Später gelang Thannhauser die Emigration in die USA und der Aufbau einer neuen Existenz in Boston. Hier beschrieb er zusammen mit dem gleichfalls emigrierten Alfred Hauptmann im Jahre 1941 erstmals eine autosomal dominant vererbte Myopathie, die heute als Hauptmann-Thannhauser-Muskeldystrophie bezeichnet wird.

## Mitgliedschaft
1946 wurde Thannhauser in die American Academy of Arts and Sciences gewählt. Seit 1953 war er korrespondierendes Mitglied der Heidelberger Akademie der Wissenschaften.

## Ehrungen und Nachwirken
1998 wurde eine vorher nach Paul Uhlenhuth benannte Straße in Freiburg nach ihm umbenannt.
Die Deutsche Gesellschaft für Verdauungs- und Stoffwechselkrankheiten vergibt seit 1969 die Thannhauser Medaille.

## Schriften
- Ueber den chemischen Aufbau des Nucleinsäuremoleküles und seine Veränderungen im Stoffwechsel des Menschen. [s. l.]: [s. n.] (München: Wolf) 1917 (Habil.)
- Lehrbuch des Stoffwechsels und der Stoffwechselkrankheiten. München: J. F. Bergmann 1929
- Die Bedeutung der Tradition für die Erziehung zum Arzte. Freiburg: Speyer & Kaerner 1932
- Stoffwechselprobleme. Berlin: J. Springer, 1934
- (mit Alfred Hauptmann): Muscular shortening and dystrophy. A heredofamilial disease. In: Archives of Neurology and Psychiatry 1941; Vol. 46: 654–664
- Thannhausers Lehrbuch des Stoffwechsels und der Stoffwechselkrankheiten. Stuttgart: Thieme 1957, 2. Aufl.